# ألين بي. ريد
ألين بي. ريد (بالإنجليزية: Allen B. Reed)‏ هو ملاح أمريكي، ولد في 3 أبريل 1884 في ليبرتي في الولايات المتحدة، وتوفي في 28 فبراير 1965 في بيثيسدا في الولايات المتحدة.